# محمود دولو
محمود دولو(۱۲۷۸-) سرلشکر ارتش فرمانده لشکرهای، خراسان، اصفهان و تبریز، فرمانده گارد مسلح گمرک، فرماندار نظامی تهران و شهردار تهران بود
دولو در سال ۱۲۷۸ متولد شده و فارغ‌التحصیل مدرسهٔ نظام مشیرالدوله بود و پس از آن وارد ارتش شد. او در زمان شهریور ۱۳۲۰ فرمانده هنگ خراسان بود و پس از اشغال ایران، مدتی از طرف متفقین در اراک زندانی شد.
پس از آزادی به درجهٔ سرتیپی و سپس به سرلشکری رسید و مناصبی مانند فرمانده تیپ کرمان، فرمانده پادگان شمال، فرمانده لشکر تبریز، فرمانده گارد مسلح گمرک، فرماندار نظامی تهران، ریاست اداره موتوری ارتش، فرمانده لشکر اصفهان، ریاست اداره ذخائر ارتش و بالاخره فرمانده لشکر خراسان رسید.
محمود دولو در سال ۱۳۳۶ شهردار پایتخت شد و بیش از یک سال در این سمت باقی ماند.